# A Budapest Honvéd FC 2011–2012-es szezonja
A Budapest Honvéd FC 2011–2012-es szezonja szócikk a Budapest Honvéd FC első számú férfi labdarúgócsapatának egy szezonjáról szól, mely sorozatban a 8., összességében pedig a 101. idénye a csapatnak a magyar első osztályban. A klub fennállásának ekkor volt a 102. évfordulója.

## Statisztikák
Utolsó elszámolt mérkőzés dátuma: 2012. május 26.

### Mérkőzések
| Lejátszott mérkőzések száma        | 37 (30 OTP Bank Liga, 1 Magyar kupa, 6 Ligakupa)            |
| Győzelmek száma                    | 15 (13 OTP Bank Liga, 0 Magyar kupa, 2 Ligakupa)            |
| Döntetlenek száma                  | 8 (7 OTP Bank Liga, 0 Magyar kupa, 1 Ligakupa)              |
| Vereségek száma                    | 14 (10 OTP Bank Liga, 1 Magyar kupa, 3 Ligakupa)            |
| Szerzett gólok száma               | 57                                                          |
| Kapott gólok száma                 | 50                                                          |
| Gólkülönbség                       | +7                                                          |
| Sárga lapok                        | 89                                                          |
| Kiállítások                        | 6                                                           |
| Legtöbbet figyelmeztetett játékos  | Ivan Lovrić (12 , 0 )                                       |
| Legnagyobb arányú győzelem         | Budapest Honvéd 4–0 Vasas (2011. 07. 30.)                   |
| Legnagyobb arányú győzelem         | Zalaegerszegi TE 0–4 Budapest Honvéd (2011. 08. 05.)        |
| Legnagyobb arányú vereség          | Gyirmót FC 3–0 Budapest Honvéd (2011. 08. 31.)              |
| Legnagyobb arányú vereség          | Budapest Honvéd 1–4 Kecskeméti TE (2012. 03. 23.)           |
| Legnagyobb arányú vereség          | Budapest Honvéd 0–3 Debreceni VSC (2012. 05. 20.)           |
| Legmagasabb hazai nézőszám         | 4 500 néző, Budapest Honvéd 1–0 Ferencváros (2011. 08. 13.) |
| Legalacsonyabb hazai nézőszám      | 130 néző, Budapest Honvéd 1–1 Videoton (2011. 10. 12.)      |
| Legtöbbször pályára lépett játékos | Ivan Lovrić (34 mérkőzés)                                   |
| Házi gólkirály                     | Danilo (15 )                                                |
| Pontok                             | 53/111 (47,75%)                                             |

### Kiírások
| Kiírás        | Statisztikák | Statisztikák | Statisztikák | Statisztikák | Statisztikák | Statisztikák | Kezdő forduló | Végső forduló/ helyezés | Mérkőzések dátumai | Mérkőzések dátumai |
| Kiírás        | M            | GY           | D            | V            | LG–KG        | GK           | Kezdő forduló | Végső forduló/ helyezés | Első               | Utolsó             |
| ------------- | ------------ | ------------ | ------------ | ------------ | ------------ | ------------ | ------------- | ----------------------- | ------------------ | ------------------ |
| OTP Bank Liga | 30           | 13           | 7            | 10           | 48–40        | +8           | —             |                         | 2011. 07. 17.      | 2012. 05. 26.      |
| Magyar kupa   | 1            | 0            | 0            | 1            | 1–2          | –1           | 3. forduló    | 3. forduló              | 2011. 09. 21.      | 2011. 09. 21.      |
| Ligakupa      | 6            | 2            | 1            | 3            | 8–8          | 0            | Csoportkör    | Csoportkör              | 2011. 08. 31.      | 2011. 11. 16.      |

## Mérkőzések
| Színmagyarázat | Színmagyarázat |
| -------------- | -------------- |
|                | Győzelem.      |
|                | Döntetlen.     |
|                | Vereség.       |

### Téli felkészülési mérkőzések
| 2012. január 21. |

| Budapest Honvéd                             | 14 – 0              | Kölesd SE |
| ------------------------------------------- | ------------------- | --------- |
| Németh Erdélyi Nagy Tchami Debreceni Vécsei | (5 – 0) Jegyzőkönyv |           |

| Bozsik József Stadion, Budapest Nézőszám: 300 Játékvezető: Döme (magyar) |

| 2012. január 21. |

| Budapest Honvéd                    | 6 – 0               | Tököl |
| ---------------------------------- | ------------------- | ----- |
| Délczeg Hidi Miskovicz Dinu Vernes | (1 – 0) Jegyzőkönyv |       |

| Bozsik József Stadion, Budapest Nézőszám: 300 Játékvezető: Döme (magyar) |

| 2012. január 25. |

| Budapest Honvéd        | 3 – 2               | MFK Ružomberok |
| ---------------------- | ------------------- | -------------- |
| Danilo Natanale Hadžić | (1 – 2) Jegyzőkönyv | Hoferica Oboya |

| Bozsik József Stadion, Budapest |

| 2012. január 25. |

| Budapest Honvéd | 3 – 0 | MFK Ružomberok |
| --------------- | ----- | -------------- |
| Délczeg Botis   |       |                |

| Bozsik József Stadion, Budapest |

| 2012. január 28. |

| Budapest Honvéd          | 4 – 2               | Győri ETO   |
| ------------------------ | ------------------- | ----------- |
| Ivancsics Hadžić Trninić | (3 – 1) Jegyzőkönyv | Dudás Simon |

| Bozsik József Stadion, Budapest |

| 2012. január 28. |

| Budapest Honvéd | 0 – 1               | Pécsi MFC     |
| --------------- | ------------------- | ------------- |
|                 | (0 – 1) Jegyzőkönyv | Zeljkovič 17' |

| Bozsik József Stadion, Budapest Nézőszám: 200 |

| 2012. február 1. |

| Budapest Honvéd | 1 – 2               | BKV Előre |
| --------------- | ------------------- | --------- |
| Czár            | (0 – 2) Jegyzőkönyv | Eszlátyi  |

| Bozsik József Stadion, Budapest Nézőszám: 100 Játékvezető: Kovács G. (magyar) |

| 2012. február 4. |

| Budapest Honvéd | 1 – 2               | FK DAC 1904 Dunajská Streda |
| --------------- | ------------------- | --------------------------- |
| Faggyas         | (1 – 0) Jegyzőkönyv |                             |

| Bozsik József Stadion, Budapest Nézőszám: 50 Játékvezető: Oláh Gábor (magyar) |

| 2012. február 8. |

| Budapest Honvéd    | 3 – 2               | Haladás II   |
| ------------------ | ------------------- | ------------ |
| Hajdú Délczeg Czár | (2 – 1) Jegyzőkönyv | Gyurján Tóth |

| Bozsik József Stadion, Budapest Nézőszám: 50 Játékvezető: Gaál Gyöngyi (magyar) |

| 2012. február 8. |

| Budapest Honvéd                                                   | 5 – 1               | Haladás              |
| ----------------------------------------------------------------- | ------------------- | -------------------- |
| Ceolin 9' Hadžić 10' Apostu 25' Ivancsics 46' Horváth 56' (öngól) | (3 – 0) Jegyzőkönyv | Oross 90' (11-esből) |

| Bozsik József Stadion, Budapest Nézőszám: 100 Játékvezető: Antal (magyar) |

| 2012. február 11. |

| FC ViOn Zlaté Moravce              | 3 – 1               | Budapest Honvéd |
| ---------------------------------- | ------------------- | --------------- |
| Hruška 70' Pavlovič 80' Orávik 84' | (0 – 1) Jegyzőkönyv | Ceolin 35'      |

| Štadión FC ViOn, Aranyosmarót |

| 2012. február 15. |

| Budapest Honvéd          | 4 – 1               | FC Tatabánya |
| ------------------------ | ------------------- | ------------ |
| Debreceni Délczeg Hadžić | (1 – 1) Jegyzőkönyv | Móri         |

| Bozsik József Stadion, Budapest Nézőszám: 100 Játékvezető: Gaál Gyöngyi (magyar) |

| 2012. február 18. |

| Budapest Honvéd | 1 – 1               | Tiszafüredi FC |
| --------------- | ------------------- | -------------- |
| Johnson         | (0 – 0) Jegyzőkönyv | Angyal         |

| Bozsik József Stadion, Budapest Nézőszám: 150 Játékvezető: Landeszman (magyar) |

| 2012. február 18. |

| Budapest Honvéd | 1 – 1               | FK AS Trenčín |
| --------------- | ------------------- | ------------- |
| Czár            | (0 – 0) Jegyzőkönyv | Depetris      |

| Bozsik József Stadion, Budapest Nézőszám: 200 |

| 2012. február 25. |

| FC UTA Arad | 2 – 1               | Budapest Honvéd          |
| ----------- | ------------------- | ------------------------ |
|             | (0 – 1) Jegyzőkönyv | Ivancsics 12' (11-esből) |

| Makó Nézőszám: 300 |

### OTP Bank Liga 2011–12

#### Őszi fordulók
| 1. forduló 2011. július 17. 16:00 |

| Budapest Honvéd                      | 1 – 2                         | Győri ETO                       |
| ------------------------------------ | ----------------------------- | ------------------------------- |
| Hajdú 12' 48' Horváth 16' Németh 63' | (1 – 0) Jegyzőkönyv Részletek | Dudás 57' Dinjar 79' Takács 43' |

| Bozsik József Stadion, Budapest Nézőszám: 1 500 Játékvezető: Iványi Zoltán (magyar) |

| 2. forduló 2011. július 23. 19:00 |

| Haladás                                             | 2 – 4                         | Budapest Honvéd                                                                             |
| --------------------------------------------------- | ----------------------------- | ------------------------------------------------------------------------------------------- |
| Tóth 23' Kenesei 51' (11-esből) Nagy 15' Iszlai 62' | (1 – 2) Jegyzőkönyv Részletek | Danilo 16' (11-esből) 36' (11-esből) Novák 64' Lovrić 71' Abass 59' Akassou 66' Horváth 85′ |

| Rohonci úti stadion, Szombathely Nézőszám: 3 300 Játékvezető: Szilasi Szabolcs (magyar) |

| 3. forduló 2011. július 30. 17:30 |

| Budapest Honvéd                                                             | 4 – 0                         | Vasas                                |
| --------------------------------------------------------------------------- | ----------------------------- | ------------------------------------ |
| Kulcsár 14' (öngól) Németh 45' 88' 70' Danilo 82' (11-esből) 75' Lovrić 75' | (2 – 0) Jegyzőkönyv Részletek | Kulcsár 28' Katona 72' Mileusnić 84′ |

| Bozsik József Stadion, Budapest Nézőszám: 1 500 Játékvezető: Oláh Gábor (magyar) |

| 4. forduló 2011. augusztus 5. 18:00 |

| Zalaegerszegi TE                                        | 0 – 4                         | Budapest Honvéd                                        |
| ------------------------------------------------------- | ----------------------------- | ------------------------------------------------------ |
| Bulatović 11' Seríf 20' Méyé 55' Kovács 56' Vlaszák 63' | (0 – 1) Jegyzőkönyv Részletek | Délczeg 35' Danilo 64' (11-esből) Abass 74' Hidi 90+2' |

| ZTE Aréna, Zalaegerszeg Nézőszám: 3 286 Játékvezető: Andó-Szabó Sándor (magyar) |

| 5. forduló 2011. augusztus 13. 20:00 |

| Budapest Honvéd                                           | 1 – 0                         | Ferencváros   |
| --------------------------------------------------------- | ----------------------------- | ------------- |
| Németh 73' 71' Akassou 64' Abass 85' Novák 88' Lovrić 90' | (0 – 0) Jegyzőkönyv Részletek | Jovanović 40' |

| Bozsik József Stadion, Budapest Nézőszám: 4 500 Játékvezető: Bognár Tamás (magyar) |

| 6. forduló 2011. augusztus 20. 19:00 |

| Kecskeméti TE                                               | 3 – 1                         | Budapest Honvéd                                              |
| ----------------------------------------------------------- | ----------------------------- | ------------------------------------------------------------ |
| Gyurcsó 37' Litsingi 47' 87' Kéthévoama 83' 74' Maynard 35' | (1 – 1) Jegyzőkönyv Részletek | Danilo 8' (11-esből) Lovrić 11' Abass 50' Botis 56' Hidi 70' |

| Széktói Stadion, Kecskemét Nézőszám: 2 700 Játékvezető: Veizer Roland (magyar) |

| 7. forduló 2011. augusztus 27. 17:30 |

| Budapest Honvéd                                                           | 1 – 0                         | Videoton                           |
| ------------------------------------------------------------------------- | ----------------------------- | ---------------------------------- |
| Danilo 58' (11-esből) 70' Debreceni 42' Lovrić 79' Németh 86' Akassou 95′ | (0 – 0) Jegyzőkönyv Részletek | Vaskó 53' Sánchez 57′ Mitrović 93' |

| Bozsik József Stadion, Budapest Nézőszám: 3 000 Játékvezető: Kassai Viktor (magyar) Asszisztensek: Szpisják Zsolt Medovarszki János |

| 8. forduló 2011. szeptember 10. 19:00 |

| Lombard Pápa                                                         | 3 – 1                         | Budapest Honvéd                          |
| -------------------------------------------------------------------- | ----------------------------- | ---------------------------------------- |
| Ferenczi 58' Botis 64' (öngól) Lovrencsics 75' Marić 79' Totadze 79' | (0 – 1) Jegyzőkönyv Részletek | Hajdú 30' Hidi 12' Németh 24' Danilo 84' |

| Perutz Stadion, Pápa Nézőszám: 2 700 Játékvezető: Miquel Alvaro Garcia (chilei) |

| 9. forduló 2011. szeptember 17. 17:30 |

| Budapest Honvéd                                                               | 2 – 0                         | Újpest                              |
| ----------------------------------------------------------------------------- | ----------------------------- | ----------------------------------- |
| Danilo 61' (11-esből) 71' 71' Horváth 43' Debreceni 53' Zelenka 63' Botis 65' | (0 – 0) Jegyzőkönyv Részletek | Dvorschák 13' Pollák 43' Tajthy 50' |

| Bozsik József Stadion, Budapest Nézőszám: 3 300 Játékvezető: Iványi Zoltán (magyar) |

| 10. forduló 2011. szeptember 24. 18:00 |

| BFC Siófok            | 0 – 0                         | Budapest Honvéd |
| --------------------- | ----------------------------- | --------------- |
| Kecskés 57' Nyári 60' | (0 – 0) Jegyzőkönyv Részletek |                 |

| Révész Géza utcai stadion, Siófok Nézőszám: 1 800 Játékvezető: Andó-Szabó Sándor (magyar) |

| 11. forduló 2011. október 1. 15:00 |

| Budapest Honvéd                                          | 2 – 3                         | Paksi FC                          |
| -------------------------------------------------------- | ----------------------------- | --------------------------------- |
| Botis 62' Torghelle 70' Tchami 23' Akassou 45′ Novák 72' | (0 – 1) Jegyzőkönyv Részletek | Böde 43' Vayer 66' 76' Bartha 27' |

| Bozsik József Stadion, Budapest Nézőszám: 2 500 Játékvezető: Farkas Ádám (magyar) |

| 12. forduló 2011. október 15. 18:00 |

| Kaposvári Rákóczi                                     | 2 – 2                         | Budapest Honvéd                             |
| ----------------------------------------------------- | ----------------------------- | ------------------------------------------- |
| Perić 45' (11-esből) Pavlović 55' Okuka 20' Gujić 28' | (1 – 2) Jegyzőkönyv Részletek | Danilo 8' 35' 44' Ivancsics 45' Johnson 86' |

| Rákóczi Stadion, Kaposvár Nézőszám: 3 200 Játékvezető: Solymosi Péter (magyar) |

| 13. forduló 2011. október 21. 18:00 |

| Budapest Honvéd                     | 2 – 1                         | Diósgyőr                                   |
| ----------------------------------- | ----------------------------- | ------------------------------------------ |
| Torghelle 22' Abass 80' Délczeg 65' | (1 – 1) Jegyzőkönyv Részletek | Gallardo 17' Raković 71' Budovinszky 90+2' |

| Bozsik József Stadion, Budapest Nézőszám: 2 500 Játékvezető: Szabó Zsolt (magyar) Asszisztensek: Lémon Oszkár Takács Gábor |

| 14. forduló 2011. október 30. 16:00 |

| Debreceni VSC                                                | 1 – 1                         | Budapest Honvéd                               |
| ------------------------------------------------------------ | ----------------------------- | --------------------------------------------- |
| Szakály 23' Kulcsár 45' Coulibaly 73' Nagy 90+1' Varga 90+2' | (1 – 0) Jegyzőkönyv Részletek | Danilo 54' Hajdú 50' Lovrić 60' Torghelle 88' |

| Oláh Gábor utcai stadion, Debrecen Nézőszám: 6 500 Játékvezető: Kassai Viktor (magyar) |

| 15. forduló 2011. november 5. 15:00 |

| Budapest Honvéd | 1 – 1                         | Pécsi MFC                                        |
| --------------- | ----------------------------- | ------------------------------------------------ |
| Torghelle 90+3' | (0 – 0) Jegyzőkönyv Részletek | Bajzát 36' Marović 29' Šćepanović 35' Dibusz 87' |

| Bozsik József Stadion, Budapest Nézőszám: 2 500 Játékvezető: Oláh Gábor (magyar) |

| 16. forduló 2011. november 19. 17:30 |

| Győri ETO                                              | 1 – 3                         | Budapest Honvéd                                                           |
| ------------------------------------------------------ | ----------------------------- | ------------------------------------------------------------------------- |
| Ahjupera 90+1' Đorđević 3' Pilibaitis 32' Stanišić 34' | (0 – 1) Jegyzőkönyv Részletek | Danilo 6' 57' Ivancsics 83' Torghelle 34' Hajdú 74' Lovrić 77' Németh 90' |

| ETO Park, Győr Nézőszám: 3 500 Játékvezető: Bognár Tamás (magyar) |

| 17. forduló 2011. november 25. 18:00 |

| Budapest Honvéd                           | 2 – 2                         | Haladás                            |
| ----------------------------------------- | ----------------------------- | ---------------------------------- |
| Danilo 1' Hervé Tchami 36' 36' Lovrić 56' | (2 – 1) Jegyzőkönyv Részletek | Vujović 46' Tóth 90' 14' Sipos 20' |

| Bozsik József Stadion, Budapest Nézőszám: 1 800 Játékvezető: Veizer Roland (magyar) |

#### Tavaszi fordulók
| 18. forduló 2012. március 2. 18:00 |

| Vasas                                                        | 1 – 2                         | Budapest Honvéd                                               |
| ------------------------------------------------------------ | ----------------------------- | ------------------------------------------------------------- |
| Szabó 85' Mehmedagić 27' Polényi 42' Bárányos 77' Kovács 87' | (0 – 2) Jegyzőkönyv Részletek | Ivancsics 28' (11-esből) 37' (11-esből) Vernes 62' Lovrić 65' |

| Illovszky Rudolf Stadion, Budapest Nézőszám: 1 900 Játékvezető: Takács János (magyar) |

| 19. forduló 2012. március 10. 15:00 |

| Budapest Honvéd                          | 2 – 0                         | Zalaegerszegi TE |
| ---------------------------------------- | ----------------------------- | ---------------- |
| Ivancsics 20' 25' (11-esből) Vidović 42' | (2 – 0) Jegyzőkönyv Részletek | Ganugrava 61'    |

| Bozsik József Stadion, Budapest Nézőszám: 1 500 Játékvezető: Veizer Roland (magyar) |

| 20. forduló 2012. március 18. 18:00 |

| Ferencváros | 0 – 0               | Budapest Honvéd                    |
| ----------- | ------------------- | ---------------------------------- |
| Busai 6'    | (0 – 0) Jegyzőkönyv | Botis 16' Debreceni 28' Tchami 75' |

| Albert Flórián Stadion, Budapest Nézőszám: 6 955 Játékvezető: Szabó Zsolt (magyar) |

| 21. forduló 2012. március 23. 18:00 |

| Budapest Honvéd                   | 1 – 4               | Kecskeméti TE                                                        |
| --------------------------------- | ------------------- | -------------------------------------------------------------------- |
| Faggyas 82' Vidović 65' Botis 87' | (0 – 1) Jegyzőkönyv | Lencse 40' 48' 84' Savić 63' 73' Čukić 10' Alempijević 22' Koszó 61' |

| Bozsik József Stadion, Budapest Nézőszám: 1 800 Játékvezető: Vad II. István (magyar) |

| 22. forduló 2012. április 1. 18:00 |

| Videoton                   | 1 – 0               | Budapest Honvéd         |
| -------------------------- | ------------------- | ----------------------- |
| Torghelle 92' Vinícius 47' | (0 – 0) Jegyzőkönyv | Délczeg 68' Vidović 69' |

| Sóstói Stadion, Székesfehérvár Nézőszám: 4 138 Játékvezető: Takács János (magyar) Asszisztensek: Farkas Balázs Erős Gábor |

| 23. forduló 2012. április 8. 16:00 |

| Budapest Honvéd                       | 2 – 0               | Lombard Pápa        |
| ------------------------------------- | ------------------- | ------------------- |
| Délczeg 17' 43' Botis 24' Johnson 59' | (2 – 0) Jegyzőkönyv | Tóth 22' Balogh 55' |

| Bozsik József Stadion, Budapest Nézőszám: 1 000 Játékvezető: Radványi Ádám (magyar) |

| 24. forduló 2012. április 15. 18:00 |

| Újpest                                                        | 2 – 0               | Budapest Honvéd                     |
| ------------------------------------------------------------- | ------------------- | ----------------------------------- |
| Vasiljević 4' 34' Rajczi 79' Lipták 5' Balajcza 26' Simon 77' | (1 – 0) Jegyzőkönyv | Délczeg 44' Johnson 55' Faggyas 81' |

| Szusza Ferenc Stadion, Budapest Nézőszám: 3 474 Játékvezető: Kassai Viktor (magyar) |

| 25. forduló 2012. április 20. 18:00 |

| Budapest Honvéd                                                | 3 – 1                         | BFC Siófok |
| -------------------------------------------------------------- | ----------------------------- | ---------- |
| Lovrić 50' Ivancsics 71' 4' Faggyas 80' Hadžić 36' Horváth 73' | (0 – 0) Jegyzőkönyv Részletek | Simon 84'  |

| Bozsik József Stadion, Budapest Nézőszám: 900 Játékvezető: Veizer Roland (magyar) |

| 26. forduló 2012. április 27. 18:00 |

| Paksi FC                     | 2 – 1               | Budapest Honvéd        |
| ---------------------------- | ------------------- | ---------------------- |
| Böde 26' Kiss 70' Sifter 59' | (1 – 0) Jegyzőkönyv | Horváth 48' Lovrić 85' |

| Fehérvári út, Paks Nézőszám: 1 400 Játékvezető: Berke Balázs (magyar) |

| 27. forduló 2012. május 6. 16:00 |

| Budapest Honvéd                        | 0 – 0               | Kaposvári Rákóczi     |
| -------------------------------------- | ------------------- | --------------------- |
| Hervé Tchami 19' Bobál 71' Faggyas 84′ | (0 – 0) Jegyzőkönyv | Graszl 13′ Jammeh 20' |

| Bozsik József Stadion, Budapest Nézőszám: 900 Játékvezető: Iványi Zoltán (magyar) |

| 28. forduló 2012. május 13. 18:30 |

| Diósgyőr                                        | 2 – 1               | Budapest Honvéd                                                  |
| ----------------------------------------------- | ------------------- | ---------------------------------------------------------------- |
| Tisza 24' 48' Raković 7' Frizoni 12' Vági 90+2' | (1 – 1) Jegyzőkönyv | Délczeg 3' Hajdú 24' Vécsei 76' Debreceni 79' Hervé Tchami 90+2' |

| DVTK-stadion, Miskolc Nézőszám: 7 400 Játékvezető: Bognár Tamás (magyar) |

| 29. forduló 2012. május 20. 16:00 |

| Budapest Honvéd | 0 – 3               | Debreceni VSC                                          |
| --------------- | ------------------- | ------------------------------------------------------ |
| Németh 74'      | (0 – 1) Jegyzőkönyv | Rezes 33' Bouadla 75' Coulibaly 80' Varga 42' Méyé 54' |

| Bozsik József Stadion, Budapest Nézőszám: 2 000 Játékvezető: Németh Ádám (magyar) |

| 30. forduló 2012. május 26. 15:00 |

| Pécsi MFC                                          | 3 – 4               | Budapest Honvéd                                                                                     |
| -------------------------------------------------- | ------------------- | --------------------------------------------------------------------------------------------------- |
| Frőhlich 12' Bajzát 23' Okoronkwo 51' 47' Goia 49' | (2 – 1) Jegyzőkönyv | Tchami 1' Ivancsics 49' (11-esből) Délczeg 52' 22' Faggyas 61' Debreceni 38' Vidović 40' Németh 44' |

| PMFC Stadion, Pécs Nézőszám: 1 300 Játékvezető: Szabó Zsolt (magyar) |

#### Végeredmény
| #   | Csapat            | M  | GY | D  | V  | G+ – G– | GK  | P                                                      | Megjegyzések                                   |
| --- | ----------------- | -- | -- | -- | -- | ------- | --- | ------------------------------------------------------ | ---------------------------------------------- |
| 1.  | Debreceni VSC     | 30 | 22 | 8  | 0  | 64–18   | +46 | 74                                                     | 2012–2013-as Bajnokok Ligája – 2. selejtezőkör |
| 2.  | Videoton          | 30 | 21 | 3  | 6  | 58–19   | +39 | 66                                                     | 2012–2013-as Európa-liga – 2. selejtezőkör     |
| 3.  | Győri ETO         | 30 | 20 | 3  | 7  | 56–31   | +25 | 63 \|style="background-color: #FAFAFA;"\|              |                                                |
| 4.  | Budapest Honvéd   | 30 | 13 | 7  | 10 | 48–40   | +8  | 46                                                     | 2012–2013-as Európa-liga – 1. selejtezőkör     |
| 5.  | Kecskeméti TE     | 30 | 13 | 6  | 11 | 48–38   | +10 | 45 \|rowspan="10" style="background-color: #FAFAFA;"\| |                                                |
| 6.  | Paksi FC          | 30 | 12 | 9  | 9  | 47–51   | −4  | 45                                                     |                                                |
| 7.  | Diósgyőr          | 30 | 13 | 4  | 13 | 42–43   | −1  | 43                                                     |                                                |
| 8.  | Haladás           | 30 | 9  | 11 | 10 | 39–37   | +2  | 38                                                     |                                                |
| 9.  | BFC Siófok        | 30 | 9  | 9  | 12 | 30–41   | −11 | 36                                                     |                                                |
| 10. | Kaposvári Rákóczi | 30 | 7  | 14 | 9  | 35–42   | −7  | 35                                                     |                                                |
| 11. | Ferencváros       | 30 | 9  | 7  | 14 | 31–36   | −5  | 34                                                     |                                                |
| 12. | Pécsi MFC         | 30 | 8  | 10 | 12 | 36–50   | −14 | 34                                                     |                                                |
| 13. | Újpest            | 30 | 8  | 8  | 14 | 34–46   | −12 | 32                                                     |                                                |
| 14. | Lombard Pápa      | 30 | 8  | 6  | 16 | 26–40   | −14 | 30                                                     |                                                |
| 15. | Vasas             | 30 | 5  | 9  | 16 | 29–51   | −22 | 22                                                     | NB II                                          |
| 16. | Zalaegerszegi TE  | 30 | 1  | 10 | 19 | 25–65   | −40 | 13                                                     | NB II                                          |

Forrás: MLSZ adatbank 
A rangsorolás alapszabályai: 1. összpontszám, 2. győzelmek száma, 3. gólkülönbség, 4. szerzett gólok száma, 5. egymás elleni eredmények összpontszáma,  6. egymás elleni eredmények gólkülönbsége, 7. egymás elleni eredmények szerzett góljainak száma, 8. egymás elleni eredmények idegenben szerzett góljainak száma.
A Vasastól két pontot levontak.
(B): Bajnokcsapat, (K): Kieső csapat, (F): Feljutó csapat, (I): Kupainduló, (R): A rájátszás győztese, (KGY): Kupagyőztes

Jegyzet
- A Győri ETO-t az UEFA eltiltotta a nemzetközi kupaszerepléstől, ezért a negyedik helyezett csapat indulhatott a 2012–13-as Európa-ligában.[2]

#### Eredmények összesítése
Az alábbi táblázatban összesítve szerepelnek a Budapest Honvéd FC 2011/12-es bajnokságban elért eredményei.
| Ősz/tavasz (forduló)    | Otthon | Otthon | Otthon | Otthon | Otthon | Otthon | Otthon | Idegenben | Idegenben | Idegenben | Idegenben | Idegenben | Idegenben | Idegenben |
| Ősz/tavasz (forduló)    | M      | GY     | D      | V      | LG–KG  | GK     | P      | M         | GY        | D         | V         | LG–KG     | GK        | P         |
| ----------------------- | ------ | ------ | ------ | ------ | ------ | ------ | ------ | --------- | --------- | --------- | --------- | --------- | --------- | --------- |
| Őszi szezon (1–17.)     | 9      | 5      | 2      | 2      | 16–9   | +7     | 17     | 8         | 3         | 3         | 2         | 16–12     | +4        | 12        |
| Tavaszi szezon (18–30.) | 6      | 3      | 1      | 2      | 8–8    | 0      | 10     | 7         | 2         | 1         | 4         | 8–11      | –3        | 7         |
| Összesen (1–30.)        | 15     | 8      | 3      | 4      | 24–17  | +7     | 27     | 15        | 5         | 4         | 6         | 24–23     | +1        | 19        |

#### Helyezések fordulónként
| Forduló  | 1  | 2  | 3  | 4  | 5  | 6 | 7  | 8 | 9  | 10 | 11 | 12 | 13 | 14 | 15 | 16 | 17 | 18 | 19 | 20 | 21 | 22 | 23 | 24 | 25 | 26 | 27 | 28 | 29 | 30 |
| -------- | -- | -- | -- | -- | -- | - | -- | - | -- | -- | -- | -- | -- | -- | -- | -- | -- | -- | -- | -- | -- | -- | -- | -- | -- | -- | -- | -- | -- | -- |
| Helyszín | O  | I  | O  | I  | O  | I | O  | I | O  | I  | O  | I  | O  | I  | O  | I  | O  | I  | O  | I  | O  | I  | O  | I  | O  | I  | O  | I  | O  | I  |
| Eredmény | V  | GY | GY | GY | GY | V | GY | V | GY | D  | V  | D  | GY | D  | D  | GY | D  | GY | GY | D  | V  | V  | GY | V  | GY | V  | D  | V  | V  | GY |
| Helyezés | 12 | 8  | 5  | 5  | 4  | 4 | 4  | 4 | 3  | 3  | 4  | 4  | 3  | 3  | 5  | 4  | 4  | 4  | 4  | 4  | 4  | 4  | 4  | 4  | 4  | 4  | 4  | 4  | 4  | 4  |

Helyszín: O = Otthon; I = Idegenben. Eredmény: GY = Győzelem; D = Döntetlen; V = Vereség.

### Magyar kupa
| 3. forduló 2011. szeptember 21. 15:30 |

| Szigetszentmiklósi TK                                | 2 – 1               | Budapest Honvéd          |
| ---------------------------------------------------- | ------------------- | ------------------------ |
| Fekete L. 11' Fekete Á. 22' Tóth 10' Kvekveskiri 54' | (1 – 0) Jegyzőkönyv | Ivancsics 90' Lovrić 11' |

| Béke téri Stadion, Budapest Nézőszám: 500 Játékvezető: Radványi Ádám (magyar) |

### Ligakupa

#### C csoport
| 1. forduló 2011. augusztus 31. 18:00 |

| Gyirmót FC                | 3 – 0               | Budapest Honvéd             |
| ------------------------- | ------------------- | --------------------------- |
| Domanyik 16' Tóth 78' 87' | (1 – 0) Jegyzőkönyv | Horváth 27' Bjelkanović 31' |

| Ménfői úti stadion, Győr Nézőszám: 200 Játékvezető: Erdős József (magyar) |

| 2. forduló 2011. szeptember 7. 17:30 |

| Budapest Honvéd                                        | 0 – 2               | MTK Budapest                     |
| ------------------------------------------------------ | ------------------- | -------------------------------- |
| Gengeliczki 23' Johnson 37' Kostoláni 74' Kapacina 86' | (0 – 2) Jegyzőkönyv | Kelemen 28' Frank 41' Molnár 25' |

| Bozsik József Stadion, Budapest Játékvezető: Lovas László (magyar) |

| 3. forduló 2011. október 5. 19:00 |

| Videoton                                                          | 2 – 1               | Budapest Honvéd                                     |
| ----------------------------------------------------------------- | ------------------- | --------------------------------------------------- |
| Nagy 70' Nikolics 91' 92' Vasiljević 11' Mitrović 58' Brandão 66′ | (0 – 0) Jegyzőkönyv | Torghelle 72' Novák 16' Johnson 57′ Bjelkanović 79′ |

| Sóstói Stadion, Székesfehérvár Nézőszám: 1 000 Játékvezető: Böcskei Balázs (magyar) Asszisztensek: Butkai Zsolt Szalai Dániel |

| 4. forduló 2011. október 12. 18:00 |

| Budapest Honvéd         | 1 – 1               | Videoton                                                        |
| ----------------------- | ------------------- | --------------------------------------------------------------- |
| Abass 82' Debreceni 79' | (0 – 0) Jegyzőkönyv | Fernández 92' Tujvel 21′ Gosztonyi 39' Oliveira 81' Caneira 88' |

| Bozsik József Stadion, Budapest Nézőszám: 130 Játékvezető: Takács János (magyar) Asszisztensek: Demeter János Márkus Tamás |

| 5. forduló 2011. november 9. 13:30 |

| MTK Budapest      | 0 – 3               | Budapest Honvéd                                                |
| ----------------- | ------------------- | -------------------------------------------------------------- |
| Kanta 58' Gál 79' | (0 – 2) Jegyzőkönyv | Danilo 21' Torghelle 37' Abass 89' Bjelkanović 4' Lovrić 90+2' |

| Hidegkuti Nándor Stadion, Budapest Nézőszám: 200 Játékvezető: Kulcsár Katalin (magyar) |

| 6. forduló 2011. november 16. 17:00 |

| Budapest Honvéd                                                        | 3 – 0               | Gyirmót FC  |
| ---------------------------------------------------------------------- | ------------------- | ----------- |
| Délczeg 11' 41' Vernes 80' Varga 66' Ablonczy 67' Tisza 82' Lovrić 83' | (2 – 0) Jegyzőkönyv | Weitner 54' |

| Bozsik József Stadion, Budapest Nézőszám: 200 Játékvezető: Botló Béla (magyar) |

#### A C csoport végeredménye
| Csapat           | M | Gy | D | V | G+ | G– | Gk | P  |
| ---------------- | - | -- | - | - | -- | -- | -- | -- |
| Videoton         | 6 | 3  | 2 | 1 | 11 | 7  | +4 | 11 |
| MTK Budapest     | 6 | 3  | 2 | 1 | 6  | 5  | +1 | 11 |
| Gyirmót          | 6 | 2  | 1 | 3 | 8  | 8  | 0  | 7  |
| Budapest Honvéd* | 6 | 1  | 1 | 4 | 9  | 14 | –5 | 4  |

- A Budapest Honvédtól az MLSZ 4 pontot levont.[3]